# Supercopa de Liga Saesa 2016
La Supercopa de Liga Saesa 2016, fue la primera edición de este torneo organizada por la coordinación de la Liga Saesa. Este será el primer encuentro en la Temporada 2016-17.
En esta primera ediocon se enfrentaran los campeones de la primera división de liga saesa Club Deportivo Social y Cultural Puerto Varas y el campeón de segunda división y ascendido a primera A.B. Temuco Ñielol. Temuco ganó la el juego en alargue 70 a 66 siendo este el primer juego de la temporada resultando campeón dicho club. 

## Antecedentes
En este primer torneo se ha escogido de sede Temuco. Será un único partido en el cual el campeón se coronara como el primer monarca de este torneo y el primer campeón en la temporada 2016-17. 
A Continuación serán mostrados los últimos resultados de los 2 actuales campeones de la primera y segunda división y dichos torneos :

### Posiciones Cuadrangular Final
Fecha de actualización: 6 de septiembre de 2015
| Pos | Equipo                  | Pts | PJ | PG | PP |
| --- | ----------------------- | --- | -- | -- | -- |
| 1   | CDS Puerto Varas        | 5   | 3  | 2  | 1  |
| 2   | Español de Osorno       | 5   | 3  | 2  | 1  |
| 3   | C. D. Deportes Valdivia | 4   | 3  | 1  | 2  |
| 4   | Club Deportes Castro    | 4   | 3  | 1  | 2  |

| Ganador de Liga SAESA 2015, clasificado a Copa Chile de Básquetbol 2015, clasificado a Liga Nacional de Básquetbol 2015-16 y a la Supercopa de Liga Saesa 2016 |
| Clasificado a la Copa Chile de Básquetbol 2015 |

### Segunda división 2015
|  | Semifinales                | Semifinales                | Semifinales                |            |                    | Final                        | Final                        | Final                        |  |
|  | 1 de agosto al 9 de agosto | 1 de agosto al 9 de agosto | 1 de agosto al 9 de agosto |            |                    | 15 de agosto al 23 de agosto | 15 de agosto al 23 de agosto | 15 de agosto al 23 de agosto |  |
|  |                            |                            |                            |            |                    |                              |                              |                              |  |
|  |                            |                            |                            |            |                    |                              |                              |                              |  |
|  | 1                          | A.B. Temuco Ñielol         | 2                          |            |                    |                              |                              |                              |  |
|  | 1                          | A.B. Temuco Ñielol         | 2                          |            |                    |                              |                              |                              |  |
|  | 4                          | Municipal Loncoche         | 1                          |            |                    |                              |                              |                              |  |
|  | 4                          | Municipal Loncoche         | 1                          |            | A.B. Temuco Ñielol | A.B. Temuco Ñielol           | 2                            |                              |  |
|  |                            |                            |                            |            | A.B. Temuco Ñielol | A.B. Temuco Ñielol           | 2                            |                              |  |
|  |                            |                            | C.D. Achao                 | C.D. Achao | 1                  |                              |                              |                              |  |
|  | 2                          | C.D. Achao                 | C.D. Achao                 | C.D. Achao | 1                  | 2                            |                              |                              |  |
|  | 2                          | C.D. Achao                 |                            |            |                    | 2                            |                              |                              |  |
|  | 3                          | C.D. Lautaro               | 0                          |            |                    |                              |                              |                              |  |
|  | 3                          | C.D. Lautaro               | 0                          |            |                    |                              |                              |                              |  |
|  |                            |                            |                            |            |                    |                              |                              |                              |  |

## Equipos participantes
| Equipo             | Entrenador      | Ciudad       | Estadio                           | Capacidad | Vía de clasificación                                  |
| ------------------ | --------------- | ------------ | --------------------------------- | --------- | ----------------------------------------------------- |
| A.B. Temuco Ñielol | Álvaro Acuña    | Temuco       | Universidad De La Frontera        | ??        | Campeón Temporada 2015 de segunda división Liga Saesa |
| cdsc Puerto Varas  | Carlos Iglesias | Puerto Varas | Coliseo municipal de Puerto Varas | 1.400     | Campeón Liga SAESA 2015                               |

## Encuentro
| 16 de abril de 2015 | A.B. Temuco Ñielol | 70–66 | cdsc Puerto Varas |                  |  |  |
|                     | Parciales:         |       |                   |                  |  |  |
|                     |                    |       |                   | Pabellón: Temuco |  |  |
| serie               |                    |       |                   |                  |  |  |
|                     |                    |       |                   |                  |  |  |

- Datos: Q25407780